# Арутюнов, Сергей Сергеевич
Серге́й Серге́евич Арутю́нов (род. 21 апреля 1972, Красноярск, СССР) — российский поэт, прозаик, публицист, критик.

## Биография
Родился в 1972 году в Красноярске, в 1999 году окончил Литературный институт им. А. М. Горького.
Первая публикация стихов — 1994 года в журнале «Новая Юность».
Регулярные публикации рецензий в широком круге изданий: «Знамя», «Октябрь», «Вопросы литературы», «Футурум-Арт», «Дети Ра», «Книжное обозрение», «Литературная Россия», «Литературная газета», «День поэзии», «НГ-экслибрис», «Дружба народов» и др.
С 2005 года ведет творческий семинар в Литературном институте им. Горького.
Член редколлегий: 2008—2011 — журнала «Литературная учёба», 2014—2019 — «День и Ночь» (Красноярск).
Главный редактор портала «Правчтение.Ру» Издательского Совета Русской Православной Церкви, научный сотрудник совета, главный редактор Международного детско-юношеского литературного конкурса «Лето Господне» им. Ивана Шмелёва, эксперт Патриаршей литературной премии и Открытого конкурса изданий «Просвещение через книгу».
В феврале 2022 года поддержал вторжение России на Украину.

## Награды
* 2004 — Лауреат премии им. Бориса Пастернака;
Удостоен наград:
- 2007 — Московского международного открытого книжного фестиваля в номинации «За лучшую рецензию»,
- 2008 — Отличия журнала «Современная поэзия» в области критики,
- 2010 — премии авангардного журнала «Футурум АРТ»,
- 2012 — премии авангардного журнала «Футурум АРТ»,
- 2013 — Ордена «Золотая осень» имени Сергея Есенина,
- 2013 — премии им. поэта-декабриста Федора Глинки,
- 2014 — премии «Вторая Отечественная» имени поэта, участника Первой Мировой войны Сергея Сергеевича Бехтеева,
- 2015 — журнала «Дети Ра»,
- 2016 — газеты «Литературная Россия»,
- 2017 — премии «Хлёсткий критик» форума «Гуманитарные технологии»,
- 2017 — премии им. А .А. Ахматовой журнала «Юность»,
- 2018 — «Серебряный Витязь» форума «Золотой Витязь» за книгу духовной публицистики «Со Христом» (Ридеро. Ру, 2017),
- 2019 — Поэтическая премия "Двенадцать",
- 2020  — Поэтическая премия MyPrize-2020.

## Книги

### Стихи
- 2002 — «Окалина». М.: Русский двор.
- 2003 — «Апдейт». М.: Русский двор.
- 2004 — «Item». М.: Русский двор.
- 2006 — «Саланг». М.: Русский двор.
- 2007 — «Версия для печати». М.: ИПЦ Маска.
- 2009 — «Право хранить молчание». М.: Русский двор.
- 2011 — «Хор Вирап». М.: ИД Литучёба.
- 2013 — «Нижние Котлы». М.: Вест-Консалтинг.
- 2016 — «Апостасис». Кострома.:ИД Максима Бурдина.
- 2017 — «Беглый огонь». М.:Стеклограф.
- 2018 — «То, что всегда с тобой». М.: Буки-Веди.
- 2020 — «Зелёнка». М.: Ридеро.Ру.
- 2020  — «ТВЭЛФ», М.: Стеклограф.
- 2020  — «Фьорднунг», М.: Стеклограф.

### Проза и публицистика
- 2005 — «Винтаж». СПб.: Геликон Плюс.
- 2015 — «Запах напалма по утрам». М.: ЭКСМО.
- 2017 — «Со Христом. Книга избранных духовных статей». Ридеро.Ру.

### Переводы
- 2005 — София Ромма. «Бог и благо». М.: Литературный институт им. А. М. Горького. Пер. с английского.

### Прикладная литература
- 2015 — «Зачем идти в ЗАГС, если браки заключаются на небесах, или Гражданский брак: за и против». М.: Проспект.